# Penguin Island (Western Australia)
Penguin Island ist eine rund 840 Meter lange Insel im Indischen Ozean, knapp 800 Meter vor der australischen Westküste bei Rockingham (Bundesstaat Western Australia) und 50 km südlich von Perths Stadtzentrum gelegen, von wo aus sie mit öffentlichen Verkehrsmitteln in rund einer Stunde zu erreichen ist. Die Vegetation besteht größtenteils aus niedrigem Bodenbewuchs, es gibt nur einige wenige größere Büsche und Bäume.
Auf Penguin Island leben zahlreiche Vögel wie Kormorane sowie zu bestimmten Jahreszeiten Zwergpinguine. Letztere sind der Namensgeber für die Insel und finden sich auch ganzjährig in einer auf der Insel befindlichen Discovery Station, die von Touristen besucht werden kann. Von Anfang Juni bis Mitte September ist die Insel während der Brutzeit der Pinguine geschlossen.
Auf der Insel gibt es einige Kilometer als Stege angelegte Wanderwege, auf denen die Insel erkundet werden kann. Außerdem gibt es die Möglichkeit, ausgehend von Penguin Island Touren mit einem Glasbodenboot zu benachbarten Inseln zu machen, wo zum Beispiel Seelöwen leben.